# Zugang zu Megalithanlagen

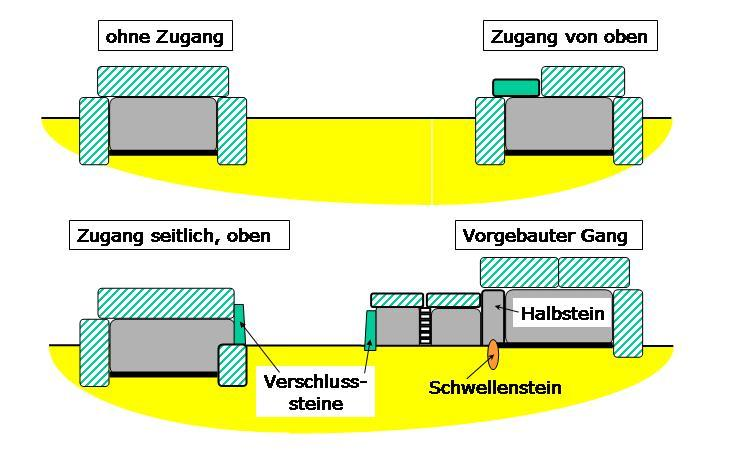
Urdolmenzugänge A–D

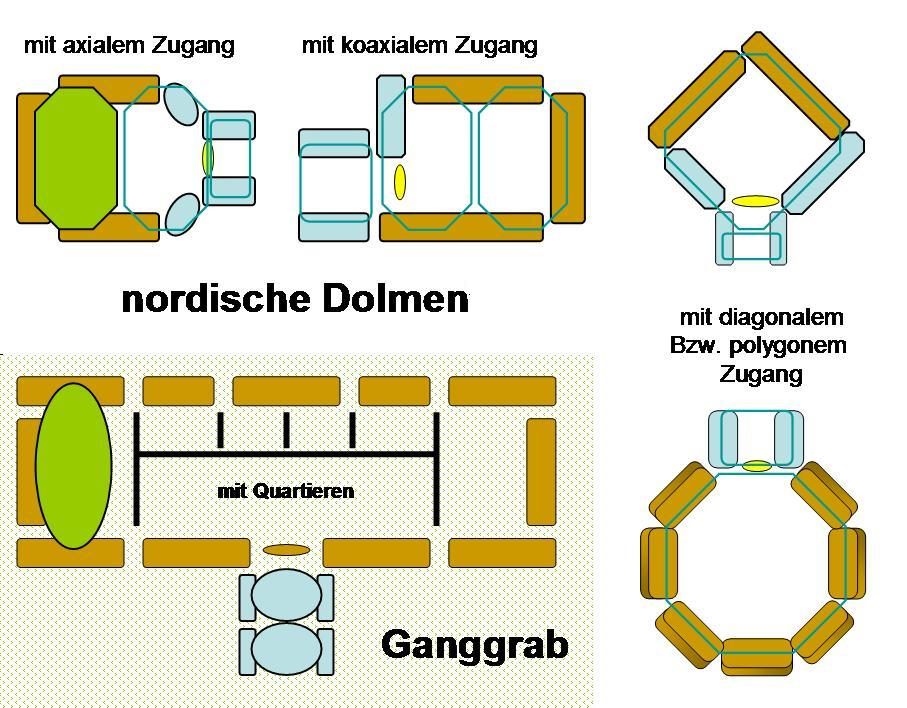
Dolmenzugänge und Ganggrabgrundriss

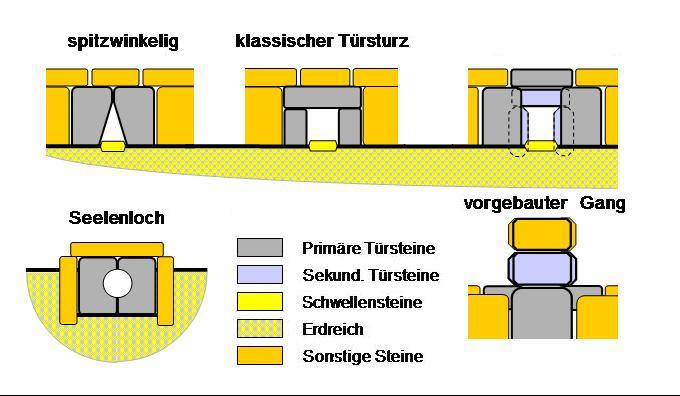
Ganggrabzugänge und Seelenloch

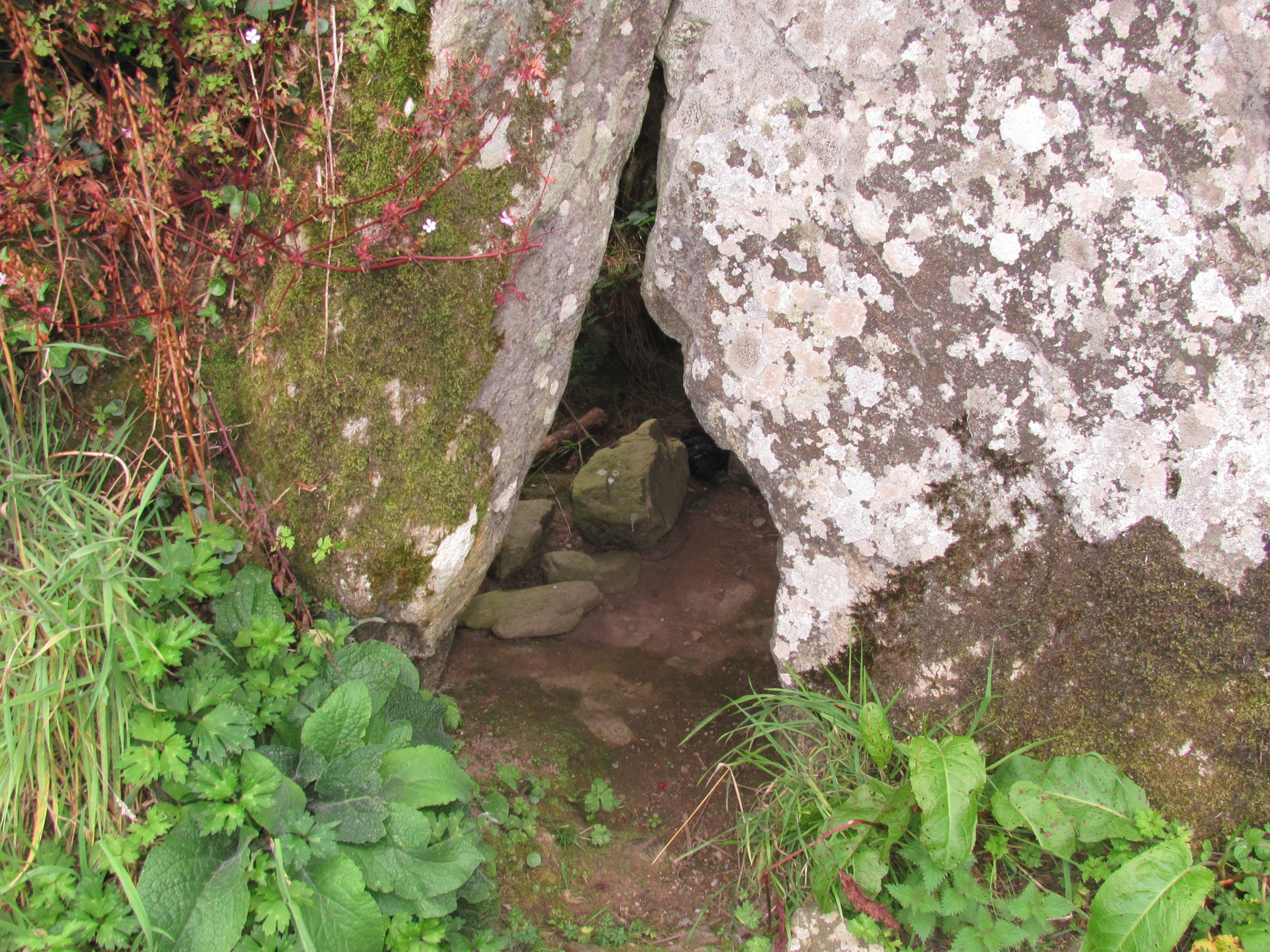
Der spitzwinkelige Zugang (2)

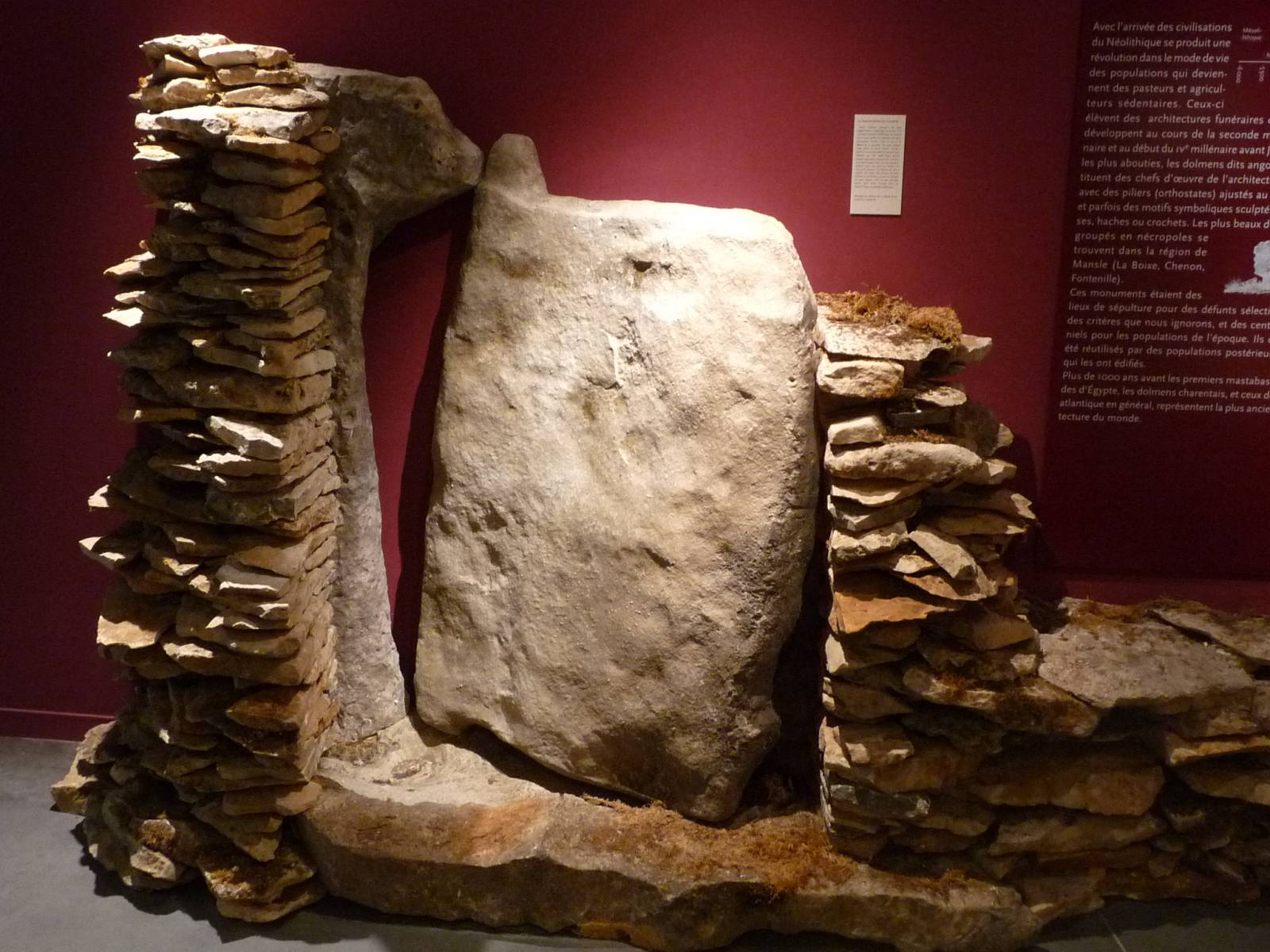
Zugang mit Türangeln

Der Zugang zu Megalithanlagen ist ein architektonisches Konstruktionsmerkmal, das bis in die Benennung durchschlagen kann. Die Megalithanlagen der Trichterbecherkultur (TBK) und der verwandten Kulturen in Mittel- und Nordeuropa haben keine Eingänge (sie sind ursprünglich nicht begehbar), sondern Zugänge, die in der Regel nur kriechend zu überwinden sind.
Die meisten Dolmen und Ganggräber stehen heute offen; ein (verschiebbarer) Verschlussstein oder Hinweise auf andere steinerne oder hölzerne Verschlussvarianten sind in Mittel- und Nordeuropa nicht vorhanden. Wie ausgefeilt die Lösungen im Einzelnen auch waren, allen war das Bestreben gemein, die Anlage so verschließen, dass das erneute Öffnen unter schwierigen, aber von der Nutzergemeinde handhabbaren Bedingungen (ohne Spezialisten) möglich war. Dazu benutzten die Nordische Megalitharchitektur, die Wartberg-Kultur und die Horgener Kultur einige Varianten, die sich im internationalen Megalithgebiet wenig verändert wiederfinden.

## Zugangsarten
Es können im Wesentlichen die folgenden Formen unterschieden werden:
bei Urdolmen (oberes Bild)
- A) kein Zugang
- B) Zugang von oben
- C) halbhoher Endstein
- D) trägerhoher Halbstein (mit koaxial vorgesetztem Gang) bei Dolmen

bei Dolmen etc. (untere Bilder)
1. der eingewinkelte (axiale oder koaxiale) Zugang jeweils mit vorgebautem Gang (unteres Bild)
2. der spitzwinkelige Durchgang (in Schweden häufig; aber auch in Frankreich anzutreffen; so an der Allée couverte von Giraumont in den Ardennen)
3. der Türsturz; nahezu überall vertreten
4. der vor ein Portal gesetzte (niedrige) Gang (z. B. angevinischer Typ (auch Loire-Typ genannt)), bei Galeriegräbern und Steinkisten
5. das runde oder ovale Seelenloch (auch mit Verschlussstein; wie in Guiry-en-Vexin, Le Guilliguy und Degernau gefunden)

bei Großdolmen (ohne Bild)
- die Vorkammer bzw. der Windfang z. B. auf Rügen
- Der Zugang zum Dolmen de La Jacquille wird von der einzigen, mittels Türangeln schwenkbaren Tür (Türband) in einer europäischen Megalithanlage gebildet. Er ist aus einer Kalksteinplatte mit Zapfen geformt, die im Schwellenstein und im Türsturz geführt werden.

Die Variante 2 hat ihren Schwerpunkt im schwedischen Bohuslän (Dolmen von Haga). Die den Zugang bildenden beiden Steine wurden so ausgewählt oder zugearbeitet, dass sie gemeinsam einen dreieckigen Zugang bilden (oben links). Diese den Türsturz ersetzende Form, findet sich auch in Nordfrankreich (Allée couverte de Giraumont) und in der Region Languedoc-Roussillon, z. B. beim Dolmen von Rascassols, der bei Saint-Hippolyte-du-Fort im südfranzösischen Département Gard liegt.
Der Türsturz, die Variante 3, bei dem ein Überlieger über zwei niedrigeren Tragsteinen den Abstand zur Deckenplatte ausgleicht und über einen Trilithen den Zugang ermöglicht (oben Mitte), kommt im gesamten Bereich der nordischen Megalitharchitektur mit vorgesetztem niedrigen Gang zum Einsatz.
Bei portalartigen Öffnungen in der Kammerwand, die durch Weglassen eines trägerhohen Tragsteins entstehen (unteres Bild oben und rechts unten), sorgt ein vorgesetzter Gang für die Reduzierung des Zugangsquerschnittes. Beispiel für diese Konstruktionsart sind die Sieben Steinhäuser. „Kammern ohne (nachzuweisenden) Gang“ werden auch in Schleswig-Holstein und in den Niederlanden gefunden. In der niederländischen (Provinz Drenthe), wo diese Form häufig anzutreffen ist, bezeichnet man die ganglosen Anlagen als Portalgräber, die ansonsten als Portal tomb eine Unterart auf den Britischen Inseln bilden und baulich nichts mit den kontinentalen Anlagen gemein haben.
Der Variante 2 steht das so genannte Seelenloch nahe (unten links), das durch Auspicken der Frontplatte, oder wie im Bild gezeigt von zwei Platten (allgemein senkrecht geteilt – es gibt in Russland aber auch waagerecht geteilte Seelenlöcher) einen zumeist runden Zugang schafft. Die Platten bestanden dabei aus einem Material, das eine Bearbeitung mit zeitgerechten Mitteln/Methoden zulässt. Diese Variante kommt in Mitteleuropa in den Anlagen der Wartbergkultur und der Horgener Kultur in Baden-Württemberg, Frankreich (Allée couverte von Corn-er-Houët) und der Schweiz vor (Dolmen vom Typ Schwörstadt). Einige schwedische so genannte megalithische Steinkisten haben ebenfalls Seelenlöcher. Der Name entstand aufgrund der irrigen Annahme die Löcher wären in der Absicht entstanden, die Seele des Verstorbenen (in der Vorstellung der Erbauer) entweichen zu lassen.
Der Dolmen von Ala-Safat auf dem Golan in Syrien hat ein quadratisches Seelenloch. Bei bronze- und eisenzeitlichen Anlagen auf Sardinien und auf der Iberischen Halbinsel ist eine ähnliche auch enge, bodennahe und apsidenartige – auch Ofenlocheingang (französisch Porte de four genannte) Öffnung (Dolmen von Castillejo, La Peña de los Gitanos der Montefrio Dolmen) ggf. mit eingelassener Verschlussplatte zu finden.
Ein weiteres Merkmal ist, dass sich im Bereich ebenerdiger Zugänge ein so genannter Schwellenstein findet. Er trennt den profanen Gang von dem sakralen Raum. In einigen Fällen dient er dazu die Verschlusseinrichtung (Platte) zu stützen. Ansonsten sind gegenüberliegend, zwischen den Tragsteinen des Ganges, statt des Zwischenmauerwerks, Türsteine (engl. jamb stones) eingebracht, die Verschlussplatten halten. Bei manchen, vermutlich frühen Anlagen bestand der Verschluss aus Roll- oder Feldsteinen. Bei einigen eingesenkten Urdolmen und beim irischen Portal tomb ist der Schwellenstein so hoch, dass er als halbhoher Endstein, einen oberhalb liegenden Zugang ermöglicht und zugleich Teil des Kammermantels ist.

## Zugangsgestaltung

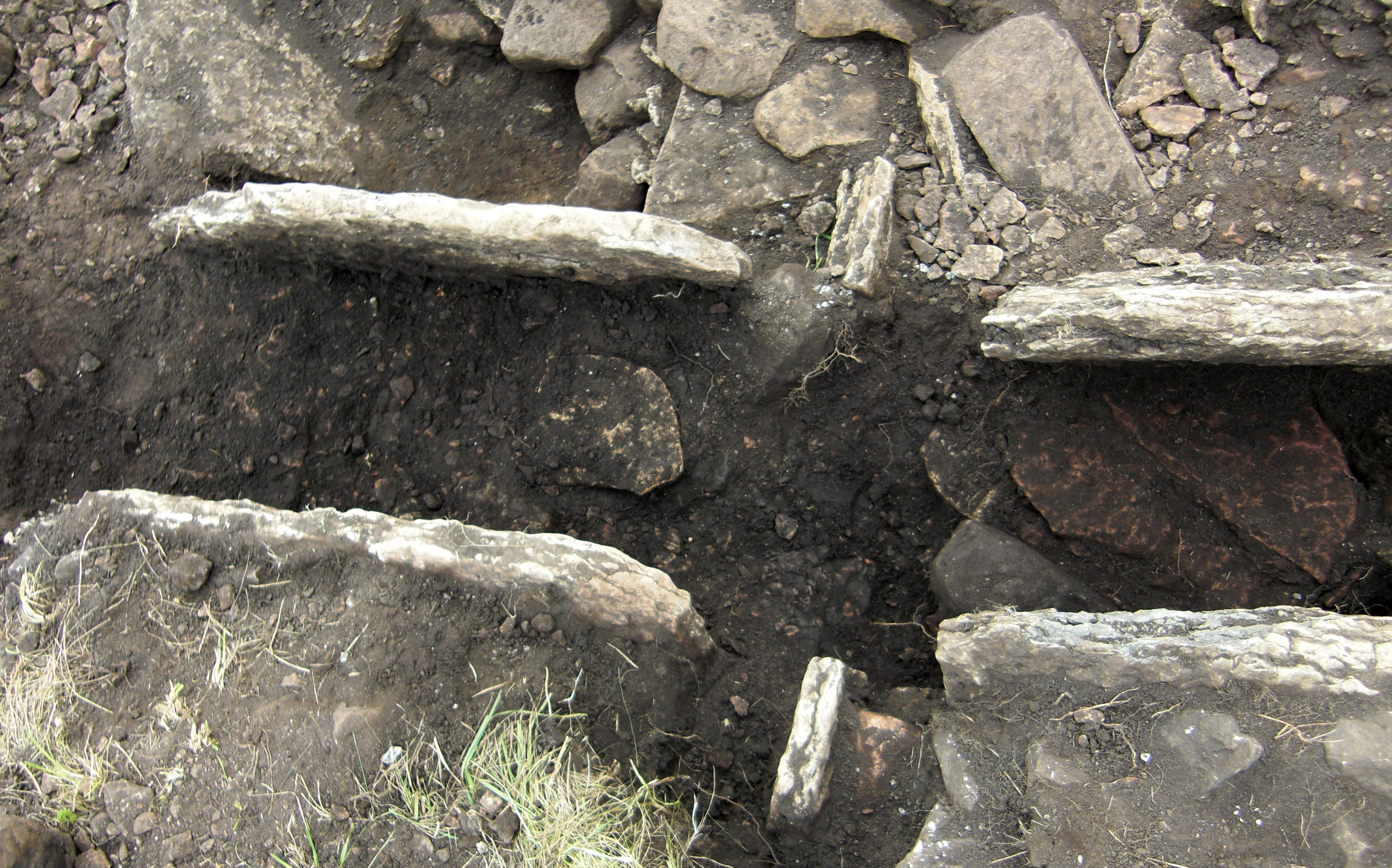
Verschlussvorrichtung mit seitlichen Platten – von oben gesehen

- Die Gangbreite und Höhe hat zwischen dem Anfang und der Einmündung in die Kammer selten größere Abweichungen. Meist ist der Gang gleichmäßig breit, in einzelnen Fällen ist die äußere Einmündung schmal, während der Gang in Richtung Kammer ein wenig breiter wird. Bei schwedischen Ganggräbern kann man neben dem gleichmäßig breiten Gang sporadisch Gräber finden, bei denen der Zugang in die Kammer enger ist als der übrige Gang. Dänische Ganggräber weisen sowohl gleichmäßig breite als auch trichterförmige Gänge auf.
- Im Eingangsbereich ist die Ganghöhe mitunter geringer als am Übergang zur Kammer, wo sie fast die Kammerhöhe erreichen kann. Beim Gillhög besteht ein Höhenunterschied von etwa einem halben Meter zwischen dem ersten und dem letzten Steinpaar des Ganges. In Carlshögen fehlt bei den zwei letzten äußeren Steinpaaren der Überlieger und in Ramshög ist die gesamte äußere Hälfte des Ganges ungedeckt.

### Verschlusseinrichtungen und Rahmen
Mitunter stieß man im Inneren der Kammer auf Platten, die als Verschlusseinrichtung gedient haben könnten. In Anlagen, deren Gänge final als Kammererweiterung genutzt und deshalb gepflastert wurden, findet man an beiden Enden des Ganges (mitunter auch zwischendrin) Türpfosten- und Schwellensteine. Beim Großsteingrab von Katelbogen ist am inneren Übergang zur Kammer eine komplette Verschlusseinrichtung mit Kulissenführung und von oben einschiebbarer Türplatte erhalten. In Katelbogen hat man durch das Einsetzen einer zweiten oberen Platte und eines doppelten Schwellensteins einen Doppelrahmen (Kulissenführung) zur Führung der von oben herunterzulassenden Türplatte geschaffen. So etwas gab es wahrscheinlich auch in den Ganggräbern 1 und 2 von Gnewitz, sowie in Liepen 1, wie die Schwellensteinpaare am Zugang zur Kammer zeigen. Im Ganggrab 2 von Liepen gab es im mit 5,0 m längsten Gang in Mecklenburg einen deutlich breiteren Mittelteil. Er wird vom 1,5 m langen und 0,8 m breiten Ganganfang und -ende durch einen Türrahmen getrennt, so dass der Mittelteil wie ein breiterer Vorraum zur Kammer wirkt. Im Ganggrab Särslöv Nr. 4, fand man eine ganze Türeinfassung mit Pfostensteinen, überliegender Steinplatte und Schwellenstein. Nach Gustav A. T. Rosenberg (1872–1940) sind Türpfostensteine in Ganggräbern zwar auf den dänischen Inseln üblicher als in Jütland; sie kommen aber, wie in Schonen, in Anlagen verschiedenster Form vor.

## Ausrichtung
Die hauptsächliche Gangausrichtung Schleswig-Holsteins bei Dolmen und Ganggräbern bestreicht etwa einen Halbkreis. Es beginnt etwa im Südwesten und verläuft über den Süden, Südosten und Osten in etwas abnehmender Sequenz bei Ganggräbern, und zunehmender bei Dolmen, zum bei 56,5° nicht ganz erreichten Nordosten.
Die hauptsächliche Gangausrichtung bei Dolmen und Ganggräbern in Mecklenburg-Vorpommern (Untersuchung Ewald Schuldt) bestreicht ebenso etwa einen Halbkreis. Nach Süden über 50, nach Südwesten und Südosten (je 9) nach Osten 11. Der Westen, Nordwesten, Norden und Nordosten sind 2 bis 4 mal vertreten.
Selten ist der Zugang von Westen oder gar Norden, wie ihn z. B. das Ganggrab von Tjæreby auf Seeland und zwei weitere Ganggräber in Dänemark zeigen.